# Ifrane Atlas Saghir
Ifrane Atlas Saghir, Ifrane Antiatlas ou Ifrane do Antiatlas  (em árabe: جماعة إفران الأطلس الصغير) é uma localidade do sul de Marrocos, situada na cordilheira do Antiatlas, 23 km a leste de Bouizakarne e 180 km a sul de Agadir, que faz parte da província de Guelmim e da região de Guelmim-Es Semara. Em 2004 tinha 11 950 habitantes, praticamente todos de etnia berbere. Foi um dos primeiros locais habitados no sul de Marrocos e até meados do século XX teve uma forte presença judaica que, segundo a lenda remonta ao século VI a.C. Os judeus chamavam ao lugar Oufrane.

## Descrição
Ifrane (singular: ifri) significa "grutas" em tamazight (berbere), e tem origem nas numerosas grutas que existem na região. Outra teoria sobre a origem do nome é que este teria derivado de Bene Efraim (filhos de Efraim), o clã judaico que se estabeleceu no local.
Na realidade, Ifrane é um conjunto de três duares (aldeias) que rodeiam um núcleo central designado soco (mercado), que funciona como centro comercial e administrativo. O conjunto estende-se ao longo do vale do uádi (rio) Assife n Ifrane, situado a uma altitude entre 750 e 850 m e que se abre a sul depois de percorrer as montanhas com cerca de 1 200 m que rodeiam a localidade a norte. Cada duar tem o seu próprio casbá e é ocupado por um clã tribal e a proximidade entre eles é mais geográfica do que cultural.
Além daqueles douars (Idaouchkera, Amsra, Rba n Tuzzunt e Tankert), existe ainda a mellah, o bairro dos judeus, atualmente semi-arruinada e onde já não vivem quaisquer judeus, embora algumas casas tenham sido ocupadas por famílias locais após a saída dos judeus. A sinagoga da mellah foi restaurada em 1999 por iniciativa conjunta do Ministério da Cultura marroquino e da Fundação do Património da comunidade judaica de Marrocos.
Nas inúmeras grutas da região há vestígios arqueológicos, muitos deles inexplorados. Ifrane é também conhecida pela sua prestigiada escola alcorânica, célebre pelo seu nível académico no estudo aprofundado do árabe e teologia islâmica e por ter acolhido Mokhtar El-Soussi como estudante durante quatro anos.
| “ | Ifrane são quatro pequenos castelos edificados pelos numidas, distantes uns dos outros por um espaço de três milhas, sobre um pequeno rio, que corre no inverno e seca no verão [...] nos castelos há diversos artesãos, alguns deles que fazem trabalhos de fundição e de recipientes de cobre [...] os habitantes são de uma grande civilidade na sua atitude, e têm hábitos de honestidade muito arreigados e uma ordem muito agradável [...] quanto às coisas criminais, outra punição não é ordenada além do banimento. | ” |
|   | — Leão, o Africano, Descrição de África (século XVI). |   |

## Judeus de Ifrane Atlas Saghir
Segundo a tradição oral, Ifrane Antiatlas foi o local de Marrocos onde existiram judeus em tempos mais remotos. Segundo essa tradição, alguns israelitas abandonaram a Palestina no tempo de Nabucodonosor, rei da Babilónia, depois da primeira destruição do Templo de Jerusalém, em 587 a.C., e foram-se deslocando cada vez mais para ocidente, atravessando o Egito e a orla setentrional do Saara, acabando por chegar aos limites do Antiatlas em 361 a.C., tendo começado por instalar-se nas grutas das margens do assif Ifrane após terem pago aos amazigues autóctones para que os autorizassem a fazê-lo.
Segundo outra versão da lenda, os judeus teriam chegado a Ifrane logo no século VI a.C. e Oufrane foi a capital de um reino judaico fundado ainda antes da destruição do segundo templo de Jerusalém. Os judeus continuaram a habitar a região depois do reino ter desaparecido e nos séculos seguintes a população judia foi aumentou com a chegada de mais judeus durante o período romano e após a chegada dos árabes. Embora esteja por esclarecer a veracidade destas histórias, há indícios de que a presença judaica em Ifrane seja anterior ao Islão e a área foi uma das últimas do sul de Marrocos a ser convertida ao islamismo. No século XVI também se instalaram em Oufrane alguns sefarditas ibéricos fugidos à perseguições da Inquisição.
Os judeus da região eram chamados Ait Yussouf. Viviam não só em Ifrane, onde residia o seu patrono sagrado, mas por toda a parte inferior do vale do Drá, entre Akka e a costa atlântica. Mantinham boas relações com as tribos berberes locais.
Devido à sua localização estratégica nas rotas comerciais das caravanas que atravessavam o Saara, nomeadamente as do Sudão, a mellah prosperou entre os séculos XVII e XIX. As principais mercadorias das caravanas eram goma, incenso, plumas de avestruz, marfim, ouro e peles. Sob a proteção do reis de Tazeroualt, os judeus de Ifrane transacionavam nos mercados regionais e no porto de Tassourt (Essaouira, Mogador para os portugueses), onde outros judeus tinham um papel importante no comércio de exportação.
Ifrane perdeu grande parte da sua importância económica no século XIX, à medida que o transporte comercial feito por caravanas foi substituído pelo transporte marítimo. Apesar disso, a comunidade judaica de Ifrane persistiu até à década de 1950, quando se iniciou a debandada dos judeus de Ifrane para Israel e, em menor escala, para Casablanca e Rabate. Em 1958, os últimos judeus emigraram em grupo para Israel, mas ainda hoje os mais velhos se recordam dos penosos adeus, apesar das diferenças religiosas, pois esses judeus berberes faziam parte da história e da cultura de Ifrane e sempre viveram em paz e fraternidade com os seus vizinhos muçulmanos.
O rabino Iúçufe ibne Almumine (Youssef ben Mimoun; supostamente morto em 5 a.C.) foi um dos santos judeus mais venerados e a sua reputação ainda hoje atrai alguns turistas judeus a Ifrane vindos de todas as partes do mundo, que também vão ao cemitério de Ifrane para venerar os túmulos de outros santos aí enterrados, apesar do cemitério estar de tal forma arruinado que mal se distinguem as lápides funerárias. Outro dos santos judeus sepultados em Ifrane é Ed Mrara.

### Os Cinquenta Mártires
Em 1790, o sultão alauita Mulei Iázide iniciou o seu reinado tirânico, que foi marcado por pogroms contras os judeus por todo o Marrocos. Em Ifrane 50 judeus foram executados na fogueira, provocando a fuga do resto da população até ao fim do reinado de Iázide em 1792. O acontecimento tornou-se uma lenda e é relatado por Pierre Flamand no seu livro Diaspora en Terre d'Islam, Les Communautés Israelites du Sud ("Diáspora em Terra do Islão, As Comunidades Israelitas do Sul"):
| “ | Sessenta judeus de Ifrane estavam a trabalhar no soco. Um feiticeiro chamado Bouhalassa chegou ao soco acompanhado de bandidos armados. Bouhalassa queria provar o seu poder. Inspirado pelo Sultão Mulei Iázide, ele acorrentou os sessenta judeus e torturou-os. A população local, que tinha tratado os judeus muito bem, conseguiu libertar dez deles. Bouhalassa deu a escolher aos restantes judeus entre a conversão ao Islão ou a morte. Ele preparou uma grande fogueira. Os judeus decidiram atirar-se para o fogo em grupo, em vez de permitirem que um só deles se convertesse. Um a um, todos se atiraram para o fogo. A lenda conta que uma coluna de fumo se ergueu até ao céu, e à noite um candelabro de fogo desceu dos céus. Em resultado disso, as perseguições aos judeus pararam. Dez judeus e trinta muçulmanos juntaram as cinzas e levaram-nas para o cemitério em Ifrane. As cinzas dos mártires foram enterradas e tornaram-se um local importante de peregrinação. | ” |

Segundo outra versão do martírio, a decisão de se lançarem para a fogueira foi do líder da comunidade, Yehuda Ben-Nathan Effiat, que, dando o exemplo se atirou para o fogo. As cinzas dos mártires foram enterrados numa gruta que ainda hoje existe, afastada cerca de 1 km da mellah. Os descendentes de Yehuda Effiat emigraram depois para Londres, onde se tornaram mercadores de sucesso.